# Macrolobium acaciifolium
Macrolobium acaciifolium är en ärtväxtart som först beskrevs av George Bentham, och fick sitt nu gällande namn av George Bentham. Macrolobium acaciifolium ingår i släktet Macrolobium och familjen ärtväxter. IUCN kategoriserar arten globalt som livskraftig. Inga underarter finns listade i Catalogue of Life.